# Величко, Фёдор Петрович
Фёдор Петро́вич Вели́чко (1957—2013) — украинский астроном, специалист по фотометрии и поляриметрии малых тел Солнечной системы, работник Харьковской обсерватории, руководитель Чугуевской наблюдательной станции. Лауреат Премии НАН Украини имени Н. П. Барабашова.

## Биография
Федор Величко окончил Харьковский государственный университет по специальности «Астрономия» в 1979 году. После этого он начал работать в Харьковской обсерватории, исследуя физические свойства астероидов под руководством Дмитрия Лупишко, что тогда было новым для обсерватории научным направлением. Величко первым наладил фотометрические наблюдения астероидов на 70-см телескопе на Чугуевской наблюдательной станции НИИ астрономии, а затем сделал большой вклад в развитие в обсерватории поляриметрических наблюдений астероидов. В течение длительного времени возглавлял Чугуевскую наблюдательную станцию. В 1991 году защитил кандидатскую диссертацию «Определение и анализ параметров вращения астероидов», а в последние годы жизни работал над докторской диссертацией.
Фёдор Величко много занимался с учениками Ивановской школы, расположенной поблизости от Чугуевской наблюдательной станции, учил их работать на телескопе и обрабатывать наблюдательные данные, подготовил многих победителей олимпиад и конкурсов Малой академии наук.
Был женат. Имел двоих детей. Сын Сергей также стал астрономом в Харьковской обсерватории, защитил кандидатскую диссертацию, посвященную исследованию комет.

## Награды и звания
- Премия НАН Украины имени Н. П. Барабашова[укр.] (2013)[1]
- В честь учёного назван астероид (17035) Величко. В номинации на наименования отмечено, что Фёдор Величко «специалист по фотометрии и поляриметрии малых планет и комет»[2].